# Szeptember 28.
Szeptember 28. az év 271. (szökőévben 272.) napja a Gergely-naptár szerint. Az évből még 94 nap van hátra.
Névnapok: Vencel + Bernárd, Bernát, Isméria, Izméne, Jusztina, Jusztínia, Pelbárt, Salamon, Salvador, Szelim, Tárkány, Velek

## Események
- 1213 – Összeesküvők (Péter ispán, Kacsics nembeli Simon, Simon) rátámadnak a pilisi erdőkben tartózkodó Gertrúd királynéra (II. András magyar király feleségére) és kíséretére. Meggyilkolják a királynét.
- 1238  – I. Jakab aragóniai király visszafoglalja Valencia városát az almohádoktól, akik ekkor Granadáig vonulnak vissza.
- 1396 – A nikápolyi csatában a Luxemburgi Zsigmond magyar király vezette lovagi hadsereg súlyos vereséget szenved I. Bajazid oszmán szultán hadától.
- 1468 – I. Mátyás magyar király Brassó városának árumegállító jogot adományoz.
- 1526 – Török sereg először fosztja ki Szeged városát.
- 1630 – Bethlen Istvánt erdélyi fejedelemmé választják.
- 1787 – Megszületik az Amerikai Egyesült Államok alkotmánya.
- 1801 – Házasságot kötött Kolozsvárott Bolyai Farkas és Benkő Zsuzsanna, mely házasságból 1802. december 15-én született Bolyai János.
- 1830 – V. Ferdinánd lesz Magyarország királya.
- 1848 – A pesti hajóhídon felkoncolják Lamberg Ferenc császári tábornagyot, aki a király képviseletében fel akarta oszlatni a magyar országgyűlést.
- 1864 – Megalakul az I. Internacionálé.
- 1867 – Toronto lesz Ontario tartomány fővárosa.
- 1878 – Tisza Kálmán miniszterelnök benyújtja lemondását.
- 1895 – Felavatják az Esztergomot és Párkányt összekötő Mária Valéria hidat a Dunán.
- 1909 – Lemond a második Wekerle-kormány. Következmény: a koalíció szétesik, a Függetlenségi és Negyvennyolcas Párt kettészakad.
- 1928 – Juan de la Cierva elsőként repül át helikopterrel az La Manche csatorna felett.
- 1934 – Clydebank-ben vízre bocsátják a RMS Queen Mary óceánjárót.
- 1939 – A szovjet-német megállapodás értelmében felosztják Lengyelországot. A Szovjetunió megkapja Litvániát.
- 1945 – Elrendelik, hogy a honvédkerületi parancsnokságok állítsanak fel egy-egy munkás aknakutató szakaszt. Ezekből alakul ki a tűzszerész és aknakutató zászlóalj, e napot tekintik megalakulásuk napjának.
- 1958 – Franciaországban kikiáltják az Ötödik Köztársaságot, Charles de Gaulle elnöksége alatt.
- 1961 – Szíria kilép az Arab Közösségből.
- 1971 – A Vatikán és a magyar kormány közötti megállapodás értelmében Mindszenty József bíboros hercegprímás, esztergomi érsek amnesztiában részesül, és elhagyja Magyarországot.
- 1972 – Kína és Japán ismét diplomáciai kapcsolatra lépnek egymással.
- 1973 – Bombatámadás az ITT székháza ellen New Yorkban.
- 1978 – Az izraeli Kneszet jóváhagyja a Camp David-i egyezményt.
- 1986 – Üzembe helyezik a paksi atomerőmű harmadik blokkját.
- 1988 – Megalakul a Bibó István Emlékbizottság és a Baloldali Alternatíva Egyesülés (BAL).
- 1994 – A Balti-tengeren elsüllyed az Estonia nevű észt utasszállító komp, a halottak száma 900 fölött van.
- 1994 –  A magyar ipari tárca megtiltja a fűszerpaprika kereskedelmi árusítását, paprika-hamisítás miatt (ólom került a termékbe).
- 1995
  - Jichák Rabin izraeli miniszterelnök és Jasszer Arafat palesztin vezető Washingtonban megállapodást írnak alá a Gázai övezet és Ciszjordánia nagy részének palesztin ellenőrzés alá rendeléséről, az izraeli hadsereg kivonulásáról.
  - Björk izlandi énekesnő koncertet ad a budapesti Petőfi Csarnokban.

## Sportesemények
Formula–1
- 1980 –  kanadai nagydíj, Montreal - Győztes: Alan Jones  (Williams Ford)
- 1997 –  luxemburgi nagydíj, Nürburgring - Győztes: Jacques Villeneuve  (Williams Renault)
- 2003 –  amerikai nagydíj, Indianapolis - Győztes: Michael Schumacher  (Ferrari)
- 2008 –  szingapúri nagydíj, Singapore - Győztes: Fernando Alonso  (Renault)

## Születések
- I. e. 551 – Konfuciusz, kínai filozófus († I. e. 479)
- 1573 – Caravaggio itáliai festőművész († 1610)
- 1605 – Ismaël Boulliau francia matematikus és csillagász († 1694)
- 1780 – Élie Decazes francia államférfi, Franciaország 4. miniszterelnöke († 1860)
- 1803 – Prosper Mérimée francia regényíró († 1870)
- 1817 – Tompa Mihály magyar költő, az MTA tagja († 1868)
- 1823 – Schenzl Guidó meteorológus, akadémikus, a Magyar Meteorológiai és Földdelejességi Intézet létrehozója és első igazgatója. († 1890)
- 1841 – Georges Clemenceau francia politikus, miniszterelnök († 1929)
- 1852 – Henri Moissan Nobel-díjas francia vegyész († 1907)
- 1857 – Mahler Ede magyar-osztrák orientalista, csillagász, természettudós, régész, egyiptológus, az ELTE egyiptológia tanszékének alapítója, az MTA levelező tagja († 1945)
- 1863 – I. Károly portugál király († 1908)
- 1871 – Pietro Badoglio olasz katonatiszt, marsall, miniszterelnök († 1956)
- 1887 – Avery Brundage, a NOB volt elnöke († 1975)
- 1892 – Faragó Sándor magyar tanító, iskolaigazgató, az Ideiglenes Nemzetgyűlés képviselője († 1968)
- 1901
  - Ed Sullivan, a róla elnevezett TV-show házigazdája, sok neves együttes bemutatója († 1974)
  - Krancz Rajmund magyar nőgyógyász és szülész szakorvos, nyilaspárti országgyűlési képviselő († 1974)
- 1905 – Darányi József magyar atléta († 1990)
- 1905 – Max Schmeling német nehézsúlyú ökölvívó († 2005)
- 1907 – Turay Ida magyar színésznő, érdemes művész († 1997)
- 1910 – Ángel Sanz Briz spanyol diplomata, a Világ Igaza († 1980)
- 1915 – Ethel Rosenberg amerikai kommunista († 1953)
- 1916 – Peter Finch ausztrál színész († 1977)
- 1920 – Jiggs Peters (Fred Peters) amerikai autóversenyző († 1993)
- 1923 – Kabos László Jászai Mari-díjas magyar színész († 2004)
- 1924 – Marcello Mastroianni olasz színész († 1996)
- 1927 – Russ Congdon amerikai autóversenyző († 1998)
- 1932 – Fekete György Kossuth-díjas magyar belsőépítész, szakíró, politikus, MMA elnöke, a nemzet művésze († 2020)
- 1933 – Karátson Endre (André K.), magyar szárm. író, kritikus, irodalomtörténész
- 1934 – Brigitte Bardot francia színésznő
- 1936 – Balogh Béla magyar színész
- 1939 – Rudolph Walker Trinidad és Tobago-i születésű brit színész
- 1941 – Edmund Stoiber német (Bajorországi) politikus
- 1943 – Kerényi Imre Kossuth-díjas magyar színházi rendező, színházigazgató, érdemes és kiváló művész († 2018)
- 1943 – J. T. Walsh (James Thomas Patrick Walsh) amerikai filmszínész († 1998)
- 1946 – Benedek Miklós Kossuth- és Jászai Mari-díjas magyar színész, érdemes és kiváló művész, a nemzet színésze († 2024)
- 1946 – Meixler Ildikó magyar bábművész, színésznő († 2020)
- 1946 – Tóth Károly magyar újságíró, rádiós, televíziós szerkesztő-riporter, műsorvezető, tudósító, stúdióvezető
- 1947 – Haszina Vazed bangladesi politikus, kormányfő
- 1948 – Helen Shapiro angol énekesnő
- 1950 – Catherine Robbin kanadai opera-énekesnő (mezzoszoprán)
- 1951 – Réz András magyar filmesztéta, műfordító, forgatókönyvíró, reklámszakember
- 1952 – Sylvia Kristel holland filmszínésznő („Emmanuelle”) († 2012)
- 1953 – Egerszegi Judit magyar színésznő  († 2020)
- 1958 – Csepregi Gyula magyar szaxofonművész, a Liszt Ferenc Zeneművészeti Egyetem volt tanára, a  Stúdió 11 szólistája és művészeti vezetője († 2014)
- 1963 – Érik Comas (Éric Gilbert Comas) francia autóversenyző
- 1967 – Mira Sorvino amerikai színésznő
- 1968 – Mika Häkkinen (Mika Pauli Häkkinen) finn autóversenyző, a Formula–1 kétszeres világbajnoka (1998, 1999)
- 1968 – Naomi Watts angol származású ausztrál színésznő
- 1971 – Alekszej Nyikolajevics Ovcsinyin orosz űrhajós
- 1979 – Bam Margera amerikai profi gördeszkás, színész
- 1980 – Mészáros Tibor Jászai Mari-díjas magyar színész
- 1985 – Dányi Róbert magyar jégkorongozó
- 1987 – Hilary Duff amerikai származású színésznő, énekesnő
- 1992 – Rolandas Jakstas litván kosárlabdázó
- 1995 – Caleb Martin amerikai kosárlabdázó
- 1995 – Cody Martin amerikai kosárlabdázó
- 1997 – Xaver Schlager osztrák labdarúgó

## Halálozások
- i. e. 48 – Pompeius római hadvezér, tengernagy (* i. e. 106)
- 935 – Szent Vencel Csehország fejedelme, megölik (* 907 körül)
- 1213 – Meráni Gertrúd királyné II. András magyar király felesége, összeesküvők megölik (* 1185)
- 1783 – Étienne Bézout francia matematikus (* 1730)
- 1790 – Esterházy Miklós József herceg, tábornagy (* 1714)
- 1848 – Lamberg Ferenc Fülöp osztrák császári és királyi altábornagy, megölik (* 1791)
- 1859 – Carl Ritter német földrajztudós, a földrajztudomány egyik megalapozója (* 1779)
- 1891 – Herman Melville amerikai író, a "Moby Dick" szerzője (* 1819)
- 1895 – Louis Pasteur francia vegyész, mikrobiológus, a pasztőrözési eljárás felfedezője (* 1822)
- 1895 – Veres Pálné (sz. Beniczky Hermin), a magyar nőnevelésügy egyik előharcosa,  az első Nőképző Egylet alapítója (* 1815)
- 1933 – Alexander von Krobatin csász. és kir. vezérezredes, az Osztrák–Magyar Monarchia hadügyminisztere (* 1849)
- 1935 – W. K. Dickson amerikai feltaláló, filmrendező (* 1860)
- 1938 – Szentgyörgyi István magyar szobrászművész (* 1881)
- 1953 – Edwin Hubble amerikai csillagász (* 1889)
- 1956 – William E. Boeing amerikai mérnök, a Boeing gyár alapítója (* 1881)
- 1959 – Rudolf Caracciola német autóversenyző, az európai autóversenyzés Formula–1 előtti legsikeresebb versenyzője (* 1901)
- 1961 – Jávorka Sándor Kossuth-díjas botanikus, az MTA tagja (* 1883)
- 1963 – Sík Sándor Kossuth-díjas magyar költő, irodalomtörténész, egyetemi tanár, az MTA tagja (* 1889)
- 1965 – Rónai Sándor politikus, a Magyar Népköztársaság Elnöki Tanácsának elnöke, az Országgyűlés elnöke (* 1892)
- 1970 – Gamal Abden-Nasszer egyiptomi elnök (* 1918)
- 1970 – John Dos Passos portugál szárm. amerikai író, képzőművész (* 1896)
- 1977 – Fodor Géza magyar matematikus, egyetemi tanár, a Magyar Tudományos Akadémia levelező tagja (* 1927)
- 1978 – I. János Pál pápa, er. Albino Luciani, (* 1912)
- 1985 – André Kertész magyar származású fotóművész (* 1894)
- 1986 – Ircsik József festőművész (* 1932)
- 1989 – Ferdinand Marcos a Fülöp-szigetek elnök-diktátora (* 1917)
- 1990 – Darányi József atléta (* 1905)
- 1991 – Reismann Marian magyar fotóművész (* 1911)
- 1991 – Miles Davis amerikai dzsessz-zenész (* 1926)
- 1992 – Árkus József Táncsics Mihály-díjas újságíró, szerkesztő, humorista (* 1930)
- 2000 – Pierre Elliott Trudeau kanadai miniszterelnök (* 1919)
- 2003 – Elia Kazan (er. Elia Kazanjoglou), török származású amerikai filmrendező (* 1909)
- 2004 – Jack van Lint holland matematikus (* 1932)
- 2004 – Ruha István hegedűművész (* 1931)
- 2015 – Ignacio Zoco Európa-bajnok spanyol labdarúgó, hátvéd (* 1939)
- 2016 – Simón Peresz lengyelországi születésű izraeli politikus, Izrael Állam 9. elnöke (* 1923)
- 2022 – Coolio amerikai rapper, színész, producer (* 1963)
- 2024
  - Karsai Dániel magyar ügyvéd, alkotmányjogász (* 1977)
  - Kris Kristofferson, amerikai színész, énekes (* 1936)

## Nemzeti ünnepek, emléknapok, világnapok
- Szent Vencel napja, a cseh államalapítás ünnepe.
- A Magyar Honvédségben szolgáló tűzszerészek napja.
- Az információhoz való egyetemes hozzáférés nemzetközi napja(wd) 2019 óta az ENSZ szervezésében, A tudáshoz való jog nemzetközi napja (2002-től), illetve Az információhoz való hozzáférés napja (2016-tól) folytatásaként
- Tajvan: tanárok napja, Konfuciusz (i. e. 551 - i. e. 479) születésnapja a hagyomány szerint.